# Autostrada M4 (Węgry)
Autostrada M4 (węg. M4 autópálya) – autostrada na Węgrzech prowadząca z Budapesztu w stronę granicy rumuńskiej i dalej jako rumuńska A3 do Bukaresztu. Arteria jest częścią trasy europejskiej E60.
Budowę drogi rozpoczęto w 2005 roku.